# Mina Tijssen
Maria Hubertina Wilhelmina (Mina) Tijssen (Roermond, 13 november 1873- Roermond, 8 januari 1942) was een Nederlands zangeres en pianiste.
Ze was dochter van bakker Peter Joseph Hubert Tijssen en Petronella Hubertina Angelina Franssen. Haar broers Jos Tijssen, Henri Tijssen en Jean Tijssen waren eveneens musici. Mina Tijssen werd in 1908 de tweede vrouw van Richard Diebels, hij was van beroep (hoofd-)onderwijzer. Ze werd begraven op de begraafplaats van de Kathedrale kerk.
Ze werd lang niet zo bekend als haar broers, die werkzaam waren in de koorwereld. De familie Tijssen kreeg hun muziekopleiding aan de plaatselijke muziekschool, wellicht dat dat ook voor Mina gold. Haar debuut maakte ze dan ook als mezzosopraan in een concert van het "Roermonds Mannenkoor" in 1896. Ook was ze diverse keren leidsters van de alten in andere plaatselijke kooruitvoeringen. Ze zong mee in het Roermonds Kwartet (Anna Nusselein, Mina Tijssen, Jan Dijker en Anthonie Nolet).  
Ze zorgde voor de begeleiding van tal van uitvoeringen in haar geboortestad en werd erelid van het mannenkoor. Ze werd vaak ingeschakeld bij concerten waarbij koren die een begeleidster nodig hadden waaronder het "Roermonds Mannenkoor", waar haar broer Henri Tijssen de leiding over had. Ook zijn opvolger Kees de Rooy maakte gebruik van haar diensten. Overigens was haar man Diebels zanger in dat mannenkoor en was er tevens langdurig bestuurslid (1902-1953). Beiden maakten mee dat het koor in 1903 het predicaat Koninklijk reeg.